# Liste des monuments historiques protégés en 1897
Cet article recense les monuments historiques français classés en 1897.

## Protections
| Édifice                                   | Commune                | Département       | Région                     | Protection | Base Mérimée                         | Coordonnées                        | Image |
| ----------------------------------------- | ---------------------- | ----------------- | -------------------------- | ---------- | ------------------------------------ | ---------------------------------- | ----- |
| Château de Tallard                        | Tallard                | Hautes-Alpes      | Provence-Alpes-Côte d'Azur | classé     | « PA00080628 », notice no PA00080628 | 44° 27′ 24″ nord, 6° 03′ 22″ est   |       |
| Croix de carrefour de Fouchères           | Fouchères              | Aube              | Champagne-Ardenne          | classé     | « PA00078114 », notice no PA00078114 | 48° 08′ 45″ nord, 4° 15′ 54″ est   |       |
| Hôtel de ville de Saint-Sernin-sur-Rance  | Saint-Sernin-sur-Rance | Aveyron           | Occitanie                  | classé     | « PA00094166 », notice no PA00094166 | 43° 52′ 53″ nord, 2° 36′ 15″ est   |       |
| Maison de Diane                           | La Rochelle            | Charente-Maritime | Nouvelle-Aquitaine         | classé     | « PA00104897 », notice no PA00104897 | 46° 09′ 37″ nord, 1° 09′ 11″ ouest |       |
| Chapelle Notre-Dame-Trouvée               | Pouilly-en-Auxois      | Côte-d'Or         | Bourgogne-Franche-Comté    | classé     | « PA00112597 », notice no PA00112597 | 47° 15′ 20″ nord, 4° 33′ 21″ est   |       |
| Croix de Pouilly-en-Auxois                | Pouilly-en-Auxois      | Côte-d'Or         | Bourgogne-Franche-Comté    | classé     | « PA00112596 », notice no PA00112596 | 47° 15′ 20″ nord, 4° 33′ 23″ est   |       |
| Tour Pannessac                            | Le Puy-en-Velay        | Haute-Loire       | Auvergne-Rhône-Alpes       | classé     | « PA00092813 », notice no PA00092813 | 45° 02′ 28″ nord, 3° 52′ 49″ est   |       |
| Église Saint-Pierre de Champvoux          | Champvoux              | Nièvre            | Bourgogne-Franche-Comté    | classé     | « PA00112822 », notice no PA00112822 | 47° 08′ 07″ nord, 3° 04′ 35″ est   |       |
| Église Saint-Ferréol de Curgy             | Curgy                  | Saône-et-Loire    | Bourgogne-Franche-Comté    | classé     | « PA00113262 », notice no PA00113262 | 46° 58′ 53″ nord, 4° 23′ 01″ est   |       |
| Chapelle Saint-Sébastien de Lanslevillard | Lanslevillard          | Savoie            | Auvergne-Rhône-Alpes       | classé     | « PA00118267 », notice no PA00118267 | 45° 17′ 22″ nord, 6° 54′ 35″ est   |       |
| Croix de Fresnoy-lès-Roye                 | Fresnoy-lès-Roye       | Somme             | Hauts-de-France            | classé     | « PA00116162 », notice no PA00116162 | 49° 44′ 01″ nord, 2° 46′ 31″ est   |       |